# Oxyaporia ornata
Oxyaporia ornata är en tvåvingeart som först beskrevs av Brauer och Julius Edler von Bergenstamm 1889.  Oxyaporia ornata ingår i släktet Oxyaporia och familjen parasitflugor.
Artens utbredningsområde är Venezuela. Inga underarter finns listade i Catalogue of Life.